# Die Abenteuer des Marco Polo

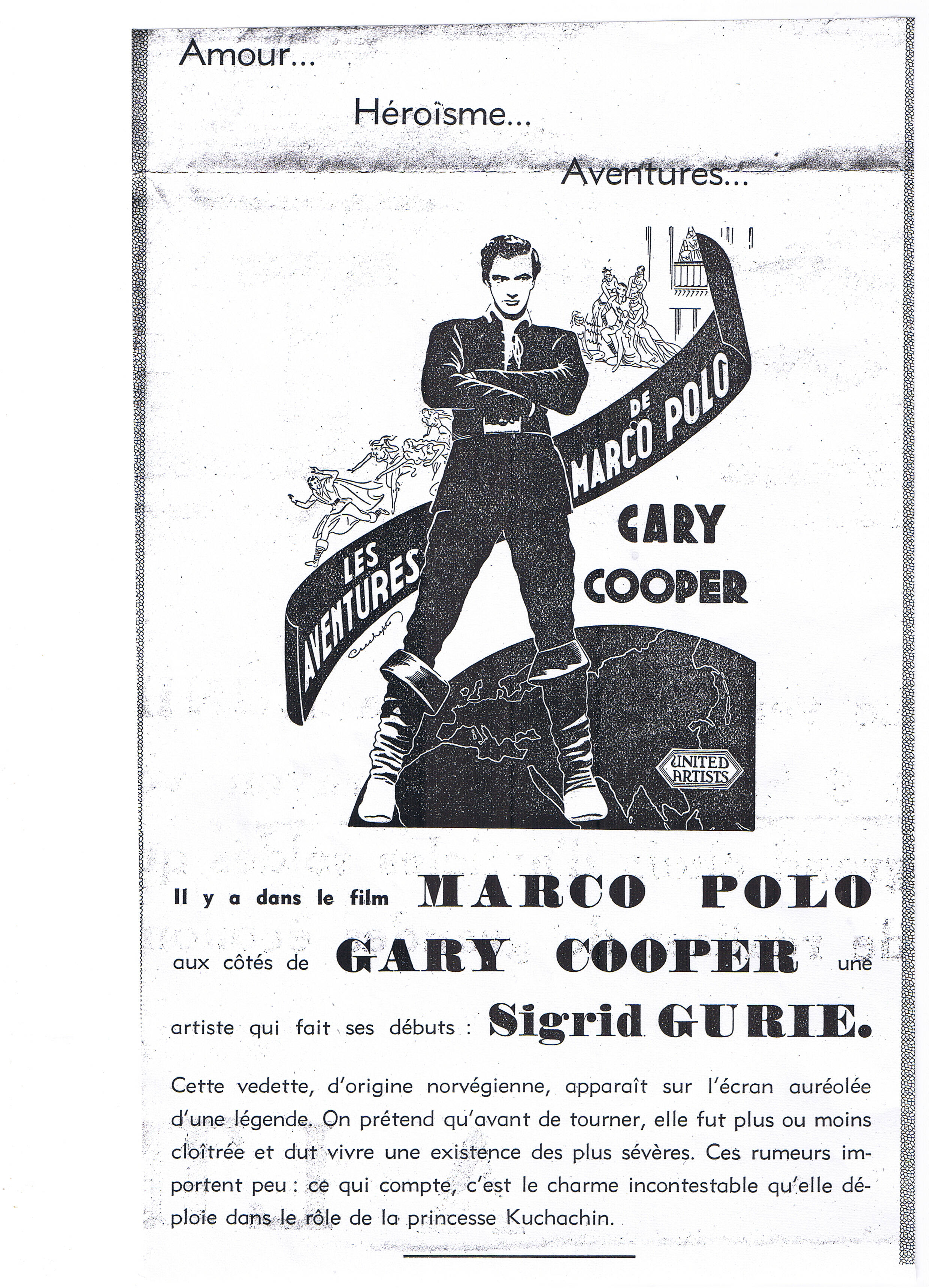
Französisches Filmplakat von 1938

Die Abenteuer des Marco Polo (Originaltitel: The Adventures of Marco Polo) ist ein US-amerikanischer Abenteuerfilm von Regisseur Archie Mayo aus dem Jahre 1938 mit Gary Cooper in der Hauptrolle. Das Drehbuch basiert auf einer Erzählung von N. A. Pogson, die auf dem Leben von Marco Polo basiert.

## Handlung
Im 12. Jahrhundert wird der Venezianer Marco Polo von seinem Vater, dem Händler Nicolo, nach China gesandt. Mit seinem Assistenten Binguccio erreicht Marco nach einer schweren Reise sein Ziel. Zwischen Marco und dem Wissenschaftler Chen Tsu entsteht eine Freundschaft. Durch ihn lernt Marco die chinesische Form der Spaghetti, Essstäbchen und explosives Pulver kennen. Chen Tsu warnt seinen Freund vor Ahmed, dem Berater des Kaisers Kublai Khan.
Bei einer kaiserlichen Audienz gibt Marco vor, nur als Händler in China zu sein. Doch nebenbei hat er einige Kleinodien gesammelt, die er mit nach Hause nehmen will. Marco verliebt sich in die Tochter des Kaisers, Prinzessin Kukachin, obwohl diese schon seit ihrer Kindheit dem König von Persien als Ehefrau versprochen ist. Ahmed plant derweil den Tod des ihm verhassten Venezianers, um dadurch den Thron besteigen zu können. Für den Putsch versichert sich Ahmed der Hilfe der Mongolen.
Zwischen China und Japan kommt es zum Krieg. Kublai Khan schickt Marco als Botschafter zu Kaidu, dem Mongolenanführer. Kaidu lässt ihn festnehmen, um ihn zu töten. Doch Kaidus Frau Mazama kann den Mord verhindern. Kaidu sieht in Marco eine Hilfe gegen seine besitzergreifende Frau. Während Kublai Khan bei der Armee ist, übernimmt Ahmed den Palast und plant, Kakuchin zu heiraten. Als der Kaiser zurückkehrt, droht Ahmed mit dem Tod der Prinzessin, sollte der Kaiser der Hochzeit und Ahmeds Thronbesteigung nicht zustimmen.
Marco hat mittlerweile von Ahmeds Verrat erfahren. Er kann ein Attentat auf Kaidu verhindern. Er kommt gerade rechtzeitig zum Palast, um die Hochzeit zu verhindern. Kaidu, der seinem Retter Marco helfen will, lässt seine Armee angreifen. Mit der Hilfe von Chen Tsus Pulver kann Ahmed getötet werden. Kublai Khan und Kaidu schließen Frieden. Der Kaiser bittet Marco, die Prinzessin nach Persien zu begleiten. Auf die Frage der Prinzessin nach der Reisedauer küsst er sie und antwortet, die Reise werde sehr lang dauern.

## Kritiken
„Breit angelegtes Historiengemälde, das sich mehr um eine detailfreudige Ausstattung als um eine unterhaltsame Handlung bemüht.“

„Rathbone is an excellent plotter, and Sigrid Gurie, […], possesses beauty of a kind to start civil war in any country.“

## Hintergrund
Die Uraufführung fand am 7. April 1938 in New York statt. In Deutschland erschien der Film erst am 25. August 1950 in den Kinos.
Das Budget lag bei 2 Millionen US-Dollar. Der Film war mit geschätzten 700.000 US-Dollar Verlust kein finanzieller Erfolg.
In kleinen Nebenrollen sind Lana Turner, Ward Bond und Richard Farnsworth zu sehen. Die norwegischstämmige Sigrid Gurie war erstmals in einer Hauptrolle eines US-Films zu sehen.
Für die Ausstattung war der Szenenbildner Richard Day verantwortlich. Die Kostüme stammten von Omar Kiam und Marjorie Best. Musikalischer Direktor war Alfred Newman.
Der ursprüngliche Regisseur des Films war John Cromwell, der nach fünf Tagen wegen künstlerischer Differenzen das Set verließ. Nachdem William Wyler abgesagt hatte, ließ Produzent Goldwyn den Regie-Assistenten John Ford für ein paar Tage den Regiestuhl übernehmen, bis Archie Mayo dann den Film vollendete.
Ursprünglich als Farbfilm geplant, musste der Film in einem Sepiaton gedreht werden, da das Technicolor-Equipment für andere Filme in Gebrauch war.